# Terry Neill
Pour les articles homonymes, voir Terry et Neill.
William John Terence Neill, dit Terry Neill, est un footballeur nord-irlandais né le 8 mai 1942 à Belfast et mort vers le 28 juillet 2022. Il possédait un bar dans le quartier de Holborn à Londres.

## Biographie
Natif de Belfast, Terry Neill commence à jouer au football pour le club nord-irlandais de Bangor FC. En 1959, il part à Arsenal. Il y joue au poste de milieu de terrain, mais aussi en tant qu'ailier. Dans les années 1960, il réussit à s'établir comme un élément clé d'Arsenal et aussi de l'équipe d'Irlande du Nord dont il devient le capitaine. Terry Neill est aussi le plus jeune capitaine de l'histoire d'Arsenal puisqu'il prend le brassard à l'âge de 20 ans.
À la fin des années 1960, Terry Neill est affecté par de nombreuses blessures dont la jaunisse qui lui fait manquer la finale de la League Cup 1969 perdue par les Gunners. En 1970, alors qu'il a seulement 28 ans, il signe en faveur de Hull City un contrat de joueur-entraîneur. Il deviendra aussi joueur-entraîneur de son équipe nationale quelques années plus tard. En 1973, il se retire des terrains et une année plus tard, il quitte Hull City pour Tottenham Hotspur, les rivaux historiques d'Arsenal. Il dirige les Spurs pendant deux saisons jusqu'à la relégation du club en seconde division.
Malgré cette mauvaise performance, Terry Neill est recruté par Arsenal pour remplacer Bertie Mee en 1976. Il devient le plus jeune entraîneur du club. Il se distingue en atteignant la finale de la Coupe d'Angleterre à trois reprises entre 1978 et 1980 mais ne remporte que l'édition 1979. En 1980, Arsenal atteint la finale de la Coupe d'Europe des vainqueurs de coupe de football remportée par Valence CF. Cependant, Arsenal ne reproduit pas ses performances de coupe en championnat. Neill perd des joueurs importants de son effectif, dont Alan Ball qui part quelque temps après l'arrivée du coach nord-irlandais. Dans les années 1980, Arsenal enchaîne une mauvaise série de défaites en coupe. La défaite à domicile contre Walsall Football Club en League Cup 1983 annonce la fin de l'ère Neill qui sera éjecté de son poste quelques jours plus tard et prendra sa retraite.